# 로잔-베른 철도
로잔-베른 철도(Lausanne–Bern railway)는 스위스의 간선 철도이다. 노선의 첫 번째 부분은 1860년에 개통되었으며, 원래 노선은 1862년 9월 4일에 완료되었다. 이 노선은 스위스 중앙 철도와 로잔-프리부르-베른 철도에 의해 건설되었으며, 이 노선은 1902년 설립된 스위스 연방 철도가 인수했다.

## 역사
프리부르주는 더 서쪽의 평평한 땅이 아닌 프리부르를 통과하기 위해 베른에서 로잔까지의 노선 건설을 연기했다. 1857년 스위스 정부, 보주 및 서부 스위스 철도 회사가 양보하여 건설이 라인에서 시작되는 것을 허용했다. 1860년 7월 2일에 베른에서 프리부르 근처 발리스빌의 자네강 위에 건설 중인 352m 길이의 그랑페이 고가교의 북쪽 끝까지 노선이 개통되었다. 베른-퇴리스하우스 구간은 스위스 중앙 철도에 의해 건설되었으며, 퇴리스하우스-발렌빌 구간은 로잔-프리부르-베른 철도(Chemin de fer Lausanne-Fribourg-Berne, LFB)가 완성했다. 프리부르와 로잔의 노선이 개통되기 전에 그란트파이 고가교를 완성하는데 또 2년의 노력이 필요했다. 1862년 9월 4일부터 올텐에서 로잔까지 2개의 철도 선로가 지속적으로 개방되었다. 이 노선은 1902년 설립된 스위스 연방 철도에 인수되었다.

## 운행
로잔-베른 철도는 루체른과 취리히에서 제네바까지 연결하는 중요한 부분이다. 장거리 및 로컬 트래픽을 모두 제공한다.
베른과 프리부르 사이의 노선은 베른 S-반의 1호선에서 사용된다. 팔레지유에서 로잔까지의 노선은 계획된 레만 익스프레스의 2호선과 4호선에서 사용된다.
현재 로잔을 정규 간격 시간표에 허브로 통합할 수 있도록 기울기 보상 시스템을 사용하여 로잔과 베른 사이의 인터시티 열차의 이동 시간을 55분으로 줄이려는 시도가 이루어지고 있다.